# Chloordecon
Chloordecon ISO-naam is een synthetische gechloreerde verbinding, gebruikt als insecticide. Het is een zeer persistente, mogelijk kankerverwekkende stof. Het gebruik ervan is in vele landen verboden.
Chloordecon werd begin jaren '50 van de 20e eeuw ontwikkeld door het Amerikaanse bedrijf Allied Chemical & Dye Corp. en kwam in 1958 onder de merknaam Kepone op de markt. Het werd gebruikt voor de bestrijding van bladvretende insecten op bananen, citrusbomen, tabaksplanten, sierplanten en graslanden, en in lokmiddelen voor de bestrijding van mieren en kakkerlakken.
De productie van Kepone in de Verenigde Staten werd in 1975 stopgezet op bevel van de overheid van de staat Virginia, nadat verschillende arbeiders in de fabriek van Allied Chemical in Hopewell ernstige neurologische aandoeningen hadden gekregen. Het gebruik van Kepone in de V.S. nam in 1978 een einde.
Chloordecon is ook een afbraakproduct van mirex. Net als mirex is chloordecon een persistente organische verontreinigende stof. Onder het Verdrag van Stockholm inzake persistente organische verontreinigende stoffen is de productie en het gebruik van mirex reeds verboden; voor chloordecon is dit nog niet het geval. Het is wel een kandidaat om onder dezelfde regeling te vallen.
Chloordecon is tevens het uitgangsproduct voor een ander insecticide, kelevan.

## Eigenschappen
Chloordecon is een volledig gechloreerde polycyclische keton met als brutoformule C10Cl10O. Het is, naargelang de zuiverheid, een wit tot bruin poeder zonder merkbare geur, vrijwel onoplosbaar in water, maar oplosbaar in onder meer aceton, alcoholen, ketonen en koolwaterstoffen zoals benzeen en hexaan. Het sublimeert bij ca. 350°C.

## Toxicologie en veiligheid
Chloordecon wordt geabsorbeerd door de huid. Blootstelling via de huid of door inademing van stofdeeltjes of inname langs de mond kan effecten hebben op het centraal zenuwstelsel, zoals verminderde bewegingscoördinatie of hoofdpijn, en op de lever. Herhaaldelijke blootstelling kan dermatitis veroorzaken.
Het IARC heeft chloordecon ingedeeld als mogelijk kankerverwekkend voor de mens (categorie 2B). Bij dierproeven is de stof bewezen kankerverwekkend te zijn, maar bij mensen zijn er onvoldoende gegevens voorhanden. Chloordecon vermindert ook de vruchtbaarheid en is giftig voor de foetus.
Chloordecon is zeer persistent in het milieu: de halveringstijd bedraagt ongeveer 30 jaar. Het is zeer toxisch voor waterorganismen. Het kan bioaccumuleren in vissen, zoogdieren en melk.